# Експеримент
Експеримент, оглед, опит, покус или проба аналитички је поступак за проучавање узрочно-последичних односа. То је метод научног истраживања у којем се намерно и систематски мења нека појава, ради изазивања, а онда посматрања и мерења неке друге појаве (независно-зависна променљива), док се остали релевантни услови (променљиве) контролишу или изолују. Постоји више врста огледа, а најпознатији су лабораторијски и оглед у природним условима. У оба случаја експеримент је тако организован поступак научног истраживања да добијени резултат несумњиво и недвосмислено потврђује или одбацује постављену хипотезу. У науци се експеримент сматра једним од најобјективнијих, најпоузданијих и најегзактнијих метода, тако да сазнања заснована на њему имају висок епистемолошки статус.
Дете може да изведе основне експерименте да би разумело како ствари падају на земљу, док тимовима научника могу бити потребне године систематског истраживања да унапреде своје разумевање феномена. Експерименти и друге врсте практичних активности веома су важни за учење ученика у учионици природних наука. Експерименти могу повећати резултате тестова и помоћи ученику да се више ангажује и заинтересује за материјал који учи, посебно када се користи током времена. Експерименти могу да варирају од личних и неформалних природних поређења (нпр. дегустација низа чоколада да би се пронашла омиљену), до високо контролисаних (нпр. тестови који захтевају сложене апарате које надгледају многи научници који се надају да ће открити информације о субатомским честицама). Употреба експеримената значајно варира између природних и друштвених наука.

## Преглед
У научном методу, експеримент је емпиријски поступак који арбитрира конкурентске моделе или хипотезе. Истраживачи такође користе експериментисање да тестирају постојеће теорије или нове хипотезе да их подрже или оповргну.
У медицини и друштвеним наукама, распрострањеност експерименталних истраживања увелико варира међу дисциплинама. Међутим, када се користе, експерименти обично прате облик клиничког испитивања, где се експерименталне јединице (обично појединачна људска бића) насумично додељују третману или контролном стању где се процењује један или више исхода. За разлику од норми у физичким наукама, фокус је типично на просечном ефекту третмана (разлика у исходима између третиране и контролне групе) или другој тестној статистици добијеној експериментом. Појединачна студија обично не укључује репликације експеримента, али одвојене студије могу бити обједињене кроз систематски преглед и мета-анализу.

## Историја
Један од првих методичких приступа експериментима у модерном смислу видљив је у радовима арапског математичара и учењака Ибн Хeјсама. Своје експерименте у области оптике – враћајући се на оптичке и математичке проблеме у делима Птоломеја – спроводио је контролишући своје експерименте због фактора као што су самокритичност, ослањање на видљиве резултате експеримената, као и критичност у погледу ранијих резултата. Он је био један од првих научника који је користио индуктивно-експерименталну методу за постизање резултата. У својој Књизи оптике он описује фундаментално нови приступ знању и истраживању у експерименталном смислу.
Према његовом објашњењу, неопходно је строго контролисано извођење теста са сензибилитетом за субјективност и подложност исхода због природе човека. Надаље, неопходан је критички поглед на резултате и исходе ранијих научника:
„Тако је дужност човека који проучава списе научника, ако је његов циљ сазнање истине, да од себе направи непријатеља свега што чита, и, примењујући свој ум на срж и маргине његовог садржаја, напада са свих страна. Он такође треба да посумња у себе док врши своје критичко испитивање, како би избегао да падне у предрасуде или попустљивост."
Стога је поређење ранијих резултата са експерименталним резултатима неопходно за објективан експеримент – видљиви резултати су важнији. На крају, ово може значити да експериментални истраживач мора пронаћи довољно храбрости да одбаци традиционална мишљења или резултате, посебно ако ови резултати нису експериментални, већ су резултат логичке/менталне деривације. У овом процесу критичког разматрања, сам човек не би требало да заборави да је склон субјективним мишљењима — кроз „предрасуде“ и „снисходљивост“ — и стога мора бити критичан према сопственом начину изградње хипотеза.
Френсис Бејкон (1561–1626), енглески филозоф и научник активан у 17. веку, постао је утицајан присталица експерименталне науке у енглеској ренесанси. Он се није сложио са методом давања одговора на научна питања дедукцијом — слично као код Ибн Хeјсама — и описао је то на следећи начин: „Након што је прво одредио питање према својој вољи, човек затим прибегава искуству и прилагођавајући га у складу са својим околностима, води га као заробљеника у поворци.“ Бејкон је желео метод који се ослања на поновљива посматрања, или експерименте. Посебно, он је први формулисао научни метод како се данас разуме. 
 Постоји једноставно искуство; које се, ако се узме само по себи, назива случајност, док ако се наменски примењује, експеримент. Прави метод искуства прво пали свећу [хипотезу], а затим помоћу свеће показује пут [уређује и ограничава експеримент]; почевши као што то се чини са искуством које је прописно уређено и разрађено, а не збркано или неправилно, из њега се изводе аксиоми [теорије], а из утврђених аксиома поново нови експерименти.‍:101
У вековима који су уследили, људи који су примењивали научну методу у различитим областима направили су значајне помаке и открића. На пример, Галилео Галилеј (1564–1642) је тачно мерио време и експериментисао да би направио тачна мерења и закључио о брзини тела које пада. Антоан Лавоазје (1743–1794), француски хемичар, користио је експеримент да опише нове области, као што су сагоревање и биохемија, и да развије теорију очувања масе (материје). Луј Пастер (1822–1895), користио је научну методу да оповргне преовлађујућу теорију о спонтаном генерисању и да развије микробну теорију болести. Због важности контроле потенцијално збуњујућих варијабли, пожељна је употреба добро осмишљених лабораторијских експеримената када је то могуће.

## Типови експеримената
Експерименти се могу категорисати према бројним димензијама, у зависности од професионалних норми и стандарда у различитим областима студија.
У неким дисциплинама (нпр. психологија или политичке науке), 'прави експеримент' је метод друштвеног истраживања у којем постоје две врсте варијабли. Експериментатор манипулише независном променљивом, а мери зависну променљиву. Значајна карактеристика правог експеримента је да насумично распоређује субјекте да неутралише пристрасност експериментатора и обезбеђује, током великог броја итерација експеримента, да контролише све збуњујуће факторе.
У зависности од дисциплине, експерименти се могу спроводити да би се постигли различити, али не и међусобно искључиви циљеви: тестирање теорија, тражење и документовање феномена, развијање теорија или саветовање креаторима политике. Ови циљеви се такође различито односе на питања ваљаности.